# Eduardo Propper de Callejón
Eduardo Propper de Callejón (Madrid, 9 de abril de 1895 - Londres, 11 de enero de 1972) fue un diplomático español de alto rango, recordado principalmente por haber facilitado la huida de miles de judíos de la Francia ocupada durante la Segunda Guerra Mundial entre 1940 y 1944, y reconocido como Justo entre las Naciones.

## Biografía
Hijo de Max Propper Kohn, banquero judío de Bohemia y Juana Callejón Kennedy, hija de un diplomático español, realizó sus estudios en la Universidad de Madrid. Su esposa, Hélène Fould-Springer, socialité y pintora, era hija del banquero judío-francés, Barón Eugène Fould, y de Mary ("Mitzi") Springer, judía de origen austríaco, hermana de la mecenas Baronesa Liliane de Rothschild, esposa de Élie de Rothschild.
Fue suegro del banquero Raymond Bonham Carter y una de sus nietas es la actriz británica Helena Bonham Carter. Falleció en Londres en 1972.

## Trayectoria diplomática
Tras lograr su licenciatura en Derecho en 1915 en la Universidad de Madrid, ese mismo año se matriculó en la escuela diplomática, ingresando en la carrera en 1918. Monárquico, renunció al servicio diplomático en 1931, en desacuerdo con la instauración de la Segunda República Española. En 1940, mientras estuvo destacado como Primer Secretario en la embajada española de París, prestó su ayuda para la huida hacia España de miles de judíos durante el Holocausto, perseguidos desde la Ocupación alemana de Francia durante la Segunda Guerra Mundial. Por este heroico acto fue distinguido como Justo entre las Naciones en octubre de 2007.
Posteriormente fue destinado a delegaciones diplomáticas en Rabat, Zúrich, Washington, Ottawa y Oslo.

### Rescate artístico
Cuando Francia capituló frente a la Alemania nazi y se firmó el armisticio del 22 de junio de 1940, Propper de Callejón era primer secretario de la embajada española en París. Para evitar el saqueo de la colección de arte conservada en el Chateau de Royaumont, propiedad de sus suegros, lo declaró como su residencia principal. Gracias a los consiguientes privilegios diplomáticos, pudo impedir que se expoliasen numerosas obras de arte. Entre ellas se encontraba un tríptico de Jan van Eyck, La Virgen con el niño, uno de los artistas más admirados por Adolf Hitler. Dado que sus suegros eran judíos, era seguro que el régimen nazi acabara despojándoles de su colección de arte.

### Justo entre las Naciones
Tras la invasión alemana de Francia en 1940, decenas de miles de refugiados se aglomeraron en los caminos rumbo al sur de Francia. Muchos de ellos - judíos y no judíos – intentaban desesperadamente cruzar los Pirineos con la esperanza de llegar a España. Para entonces, el gobierno francés ya había abandonado su capital, París, y junto con él las representaciones diplomáticas, incluso la española.
Propper y su familia salieron de París, mudándose a Burdeos. Al arribar a la legación española descubrieron que el cónsul había abandonado su oficina. A las puertas del consulado, miles de ciudadanos franceses se habían apersonado con la esperanza de recibir un visado que los salvara de las garras nazis.
Fue entonces cuando Propper reabrió las puertas y comenzó a expedir, en colaboración con el cónsul portugués Aristides de Sousa Mendes, más de 30.000 visados a refugiados judíos para que pudieran atravesar España camino a Portugal. Antes de la firma del armisticio entre la Alemania nazi y los representantes del gobierno francés del mariscal Pétain, entre los días 18 y 22 de junio de 1940 los estampó incansablemente, contraviniendo las directivas que había recibido del Ministerio de Asuntos Exteriores de España. Tras su traslado a Vichy, continuó su cometido.
En febrero de 1941 el ministro de Asuntos Exteriores español Ramón Serrano Suñer, cuñado de Carmen Polo, esposa del dictador Francisco Franco, ordenó al embajador en Vichy, José Lucrecia, la suspensión inmediata de Propper de Callejón de sus funciones en la embajada y su inmediato traslado a la legación en Larache, cuartel de la Legión Española en el Marruecos Español – cargo este de menor importancia.
El embajador apeló la decisión, aduciendo que Propper había recibido recientemente una distinción honorífica del propio mariscal Pétain. La petición fue finalmente denegada, respondiendo que «De otra parte me hago cargo de las razones que el gobierno francés habrá tenido para conceder la Cruz de la Legión de Honor al funcionario español que sirvió a los intereses de la judería francesa (...)».
El 12 de marzo de 2007 la Organización para la recuerdo de los mártires y héroes del Holocausto, Yad Vashem de Jerusalén, concedió a Propper de Callejón la distinción de Justo entre las Naciones.

## Reconocimientos y premiaciones
- En 1945 se le concede la gran cruz de la Orden del Mérito Civil.[4]
- En 1965 fue nombrado caballero gran cruz de la Orden de Isabel la Católica.[5]
- En 2007 Yad Vashem le confirió el título de Justo entre las Naciones.[6]